# Rhyacophila karila
Rhyacophila karila är en nattsländeart som beskrevs av Donald G. Denning 1948. Rhyacophila karila ingår i släktet Rhyacophila och familjen rovnattsländor. Inga underarter finns listade i Catalogue of Life.